# Cuba als Jocs Olímpics d'estiu de 2020

Cuba va estar representada als Jocs Olímpics de Tòquio de 2020 per un total de 70 esportistes, 36 homes i 34 dones, que competiren en 16 esports. El responsable de l'equip olímpic fou el Comitè Olímpic Cubà, així com les federacions esportives nacionals de cada esport amb participació. Els portadors de la bandera en la cerimònia d'obertura van ser el lluitador Mijaín López i l'atleta Yaimé Pérez.

## Medalles
La primera medalla obtinguda en aquestes olimpíades va ser a càrrec de Rafaél Alba (bronze) en taekwondo (+80 kg).
| Nom                           | Esport     | Competició                         | Data         |
| ----------------------------- | ---------- | ---------------------------------- | ------------ |
| Or                            |            |                                    |              |
| Luis Alberto Orta             | Lluita     | 60 kg masculí                      | 2 d'agost    |
| Mijaín López Núñez            | Lluita     | 130 kg masculí                     | 2 d'agost    |
| Roniel Esglésies              | Boxa       | Wèlter masculí                     | 3 d'agost    |
| Arlen López                   | Boxa       | Semipesat masculí                  | 4 d'agost    |
| Serguey Torres Fernando Jorge | Piragüisme | C2 1000 m masculí                  | 3 d'agost    |
| Julio Cèsar La Cruz           | Boxa       | Pesat masculí                      | 6 d'agost    |
| Andy Creu                     | Boxa       | Lleuger masculí                    | 8 d'agost    |
| Argent                        |            |                                    |              |
| Idalys Ortiz                  | Judo       | +78 kg femení                      | 30 de juliol |
| Juan Miguel Echevarría        | Atletisme  | Salt de longitud masculí           | 2 d'agost    |
| Leuris Pupo                   | Tir        | Pistola ràpida de foc 25 m masculí | 2 d'agost    |
| Bronze                        |            |                                    |              |
| Rafaél Alba                   | Taekwondo  | +80 kg masculí                     | 27 de juliol |
| Maikel Massó                  | Atletisme  | Salt de longitud masculí           | 2 d'agost    |
| Yaime Pérez                   | Atletisme  | Disc femení                        | 2 d'agost    |
| Lázaro Álvarez                | Boxa       | Ploma masculí                      | 2 d'agost    |
| Reineris Sales                | Lluita     | 97 kg masculí                      | 7 d'agost    |